# Taífská dohoda
Taífská dohoda (arabsky: اتفاقية الطائف) byla dohoda, která vedla k ukončení libanonské občanské války a změně politického systému v Libanonu. Její součástí bylo politické zrovnoprávnění muslimů s dosud privilegovanými maronitskými křesťany či například nastavení časového rámce pro odchod okupující syrské armády. Byla podepsána 22. října 1989 v saúdskoarabském Taífu a ratifikována 4. listopadu 1989.